# Anna z Hesji-Darmstadt
Maria Anna Wilhelmine Elisabeth Mathilde (ur. 25 maja 1843 w Bessungen, zm. 16 kwietnia 1865 w Schwerinie) – księżniczka Hesji i Renu i poprzez małżeństwo wielka księżna Meklemburgii-Schwerin.
Urodziła się jako wnuczka wielkiego księcia Hesji i Renu Ludwika II. Jej rodzicami byli drugi z synów monarchy książę Karol (młodszy brat kolejnego władcy tego państwa – Ludwika III) i jego żona księżna Elżbieta Pruska.
12 maja 1864 w Darmstadt poślubiła owdowiałego po śmierci Augusty Reuß zu Köstritz wielkiego księcia Meklemburgii-Schwerin – Fryderyka Franciszka II, zostając jego drugą żoną. Para miała jedną córkę – księżniczkę Annę (1865-1882).